# Tamarin bicolore
Saguinus bicolor
 (juin 2011).
Si vous disposez d'ouvrages ou d'articles de référence ou si vous connaissez des sites web de qualité traitant du thème abordé ici, merci de compléter l'article en donnant les références utiles à sa vérifiabilité et en les liant à la section « Notes et références ».
Espèce
Statut de conservation UICN

 CR A3cde : 
En danger critique
Statut CITES
Le Tamarin bicolore (Saguinus bicolor) est une espèce de primates de la famille des Cebidae. C'est une espèce en danger critique d'extinction et il fait partie en 2018 de la liste des 25 espèces de primates les plus menacées au monde.

## Autres noms
Le Tamarin bicolore est aussi appelé : Tamarin pie à face nue, Pied bare-face tamarin, pied tamarin, Sauim de coleira, sagüi-morcego, sagüi-de-cara-nua au Brésil.

## Répartition géographique
Le Tamarin bicolore peuple le Nord du Brésil, au nord de l’Amazone. Entre le rio Negro à l’ouest et le rio Parú do Oeste (ou le rio Urubú) à l’est, au sud jusqu’à l’Amazone, au nord jusqu’au rio Cuieiras. On le trouve à l’est jusqu’à Itacoatiara, et à 40 km au nord de Manaus. L’une des plus petites zones de répartition de tous les primates du bassin amazonien, restreinte à quelques milliers de kilomètres carrés le long de la basse Amazone. Son aire est grignotée par S. midas depuis que ce dernier a réussi à franchir l’une des barrières géographiques (peut-être le plateau des Guyanes) qui le séparait de S. bicolor.

### Habitat
Cette espèce vit dans les forêts pluviales de plaines, primaires et secondaires et même extrêmement dégradées de la région de Manaus. Elle affectionne la dense forêt secondaire riche en lianes et en plantes grimpantes. Plus rarement dans la forêt sur sable blanc (campina et campinarana), les forêts marécageuses et lisière de forêt. Elle squatte la végétation de l’hôtel Tropica à Manaus.

## Morphologie
Le corps mesure de 20 à 28 centimètres, la queue de 33 à 42 centimètres pour un poids voisin des 430 grammes. Il semble avoir été peint en deux couleurs, d’où son nom. Le manteau (arrière du crâne, haut du dos), les pattes avant, la gorge et la poitrine blancs se démarquent nettement du dessus de l’arrière-corps brun agouti. Le ventre est brun parsemé de chamois, le bas-ventre et l'intérieur des cuisses rouge sont rouille brillant. La queue est noirâtre dessus, rouille doré dessous. La face et le front sont nus et noirs, tout comme les grandes oreilles. La tête est aussi impressionnante que celle du Ouakari rubicond à la face nue et rouge. Cette espèce est difficile à repérer par les rapaces aériens du fait que le sol en arrière-plan est le sable blanc de la savane arborée (whitesand forest). Il ressemble au Pinché à crête blanche (S. oedipus) mais sa toison blanche à l’arrière du crâne est moins touffue et s’étend jusqu’au haut du dos.

## Comportement
Il est diurne et arboricole. Il se déplace du sol à la canopée au-dessus de 20 mêtres mais préfère évoluer dans la strate intermédiaire autour de 10-12 mêtres. Les membres dorment pelotonnés sur les branches ou parmi les lianes.

## Régime alimentaire

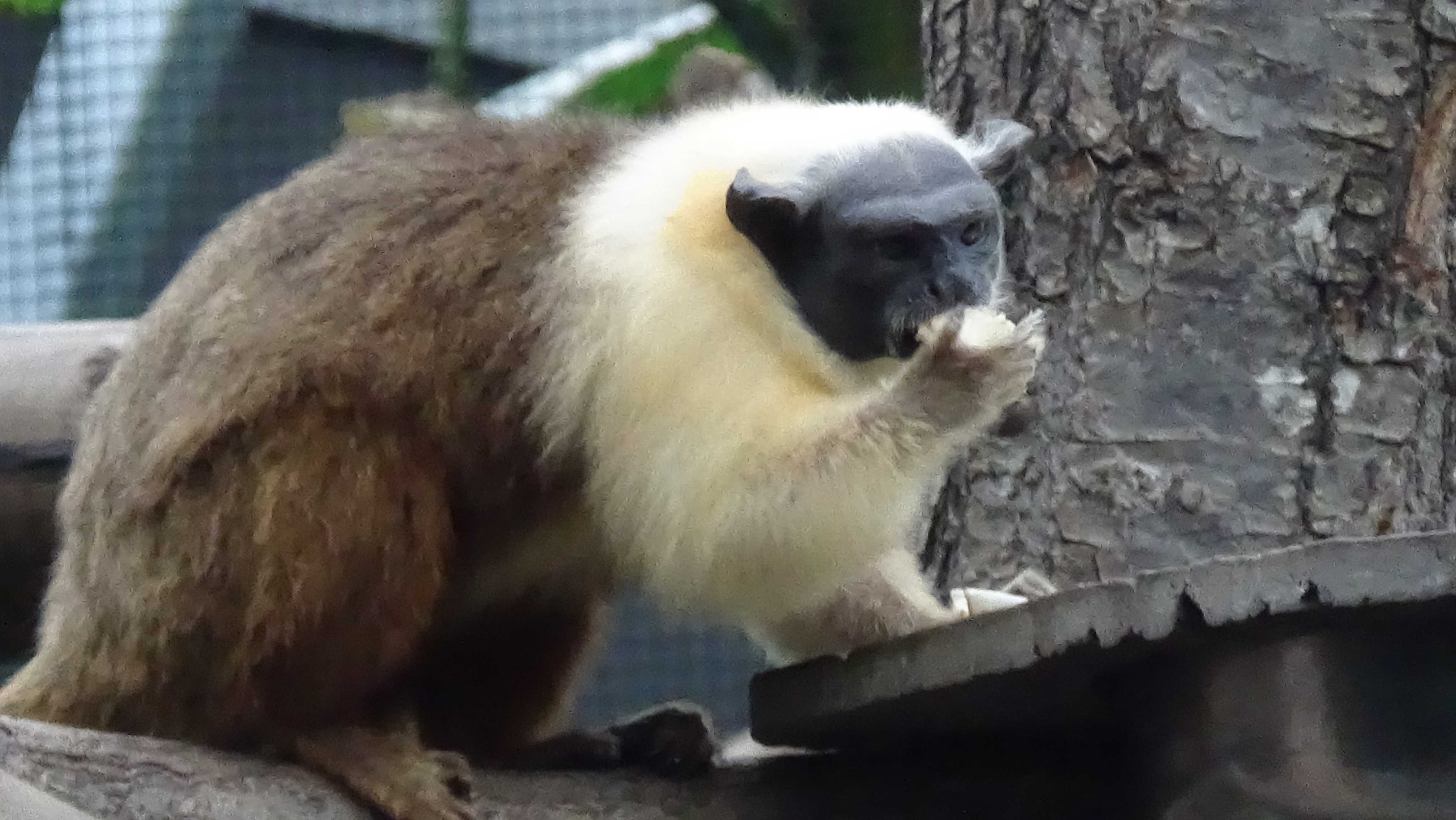
Saguinus bicolor - Adulte session repas - Parc Zoologique de Paris

Cette espèce est Frugivore/gommivore/insectivore. Consomme une vingtaine d’espèces de petits fruits mûrs juteux dont il ne prélève que la pulpe (96 % de son temps d’alimentation), un peu de nectar, de sève et d’insectes. Le long du Rio Cuieiras (40 km de Manaus), ses fruits préférés sont ceux du Breu (Protium aracouchinni), de la myrtacée Myrcia cf. fallax et du Sorva (Couma utilis). La tête en bas, accroché par les pattes, il se régale de la mélasse des gousses ouvertes des parkias (Parkia sp.), ces fruits se développant en grappe et suspendus en plein ciel à l’extrémité des branches. Consomme également la résine d’une espèce d’arbre-du-toucan (Vochysia obcura). Prédateur pratiquant l’approche furtive, il capture ses proies sur les feuilles et les branches à toutes les strates forestières.

## Relations inter et intraspécifiques

### Sympatrie et association
Sympatrique du Tamarin à mains dorées (S. midas) à l’extrême ouest de la distribution de celui-ci. Le Tamarin bicolore vit en groupe de deux à  dix individus. Groupe multimâle-multifemelle. Polyandrie.

### Communication
Les Tamarins bicolores communiquent par différents moyens :
- Communication orale : sifflements et pépiements.
- Communication visuelle : tire et remue la langue en signe de reconnaissance ou bien pour marquer sa curiosité voire sa colère. Ce comportement est associé à un relèvement rapide de la tête.
- Communication olfactive : marquage territorial par des sécrétions issues de glandes sternales et suprapubiennes.

### Domaine
De 12 à 20 hectares.

## Reproduction
La femelle donne naissance à deux faux jumeaux (parfois un seul), une ou deux fois par an (intervalle moyen entre chaque naissance : 6,5 mois). Tous les mâles s’occupent des petits. Le Tamarin bicolore vit jusqu'à huit ans, dans la nature. Un peu plus en captivité.

## Conservation
Plusieurs zones protégées et zoos conservent Saguinus bicolor, comme la forêt d’État du Rio Urubú, Rfo. d’Adolfo Ducke, Parc municipal de Mindu et SE de Castanheira (Brésil).

## Statut
Cette espèce est considérée par l'UICN en danger critique d'extinction, principalement du fait de la destruction de son habitat.

## Parc Zoologique de Paris
Le Parc zoologique de Paris détient au moins 2 spécimens de Saguinus bicolor probablement un couple qui sont présentés au public, facilement observables lors de la promenade du zoo, dans la grande serre tropicale. Ils sont maintenus dans un grand enclos fermé en compagnie de deux autres couples de petits singes (notamment Leontopithecus chrysomelas "tamarin tête de lion"). Ces derniers disposent donc d'une grande cage d'au moins 10 mètres cubes, pour le plaisir de ses pensionnaires. L'enclos est décoré de plantes naturelles, de troncs d'arbres et autres cordes. Ils ne sont pas du tout farouches et se laissent aisément observer par le public.(11/2014)

## Galerie

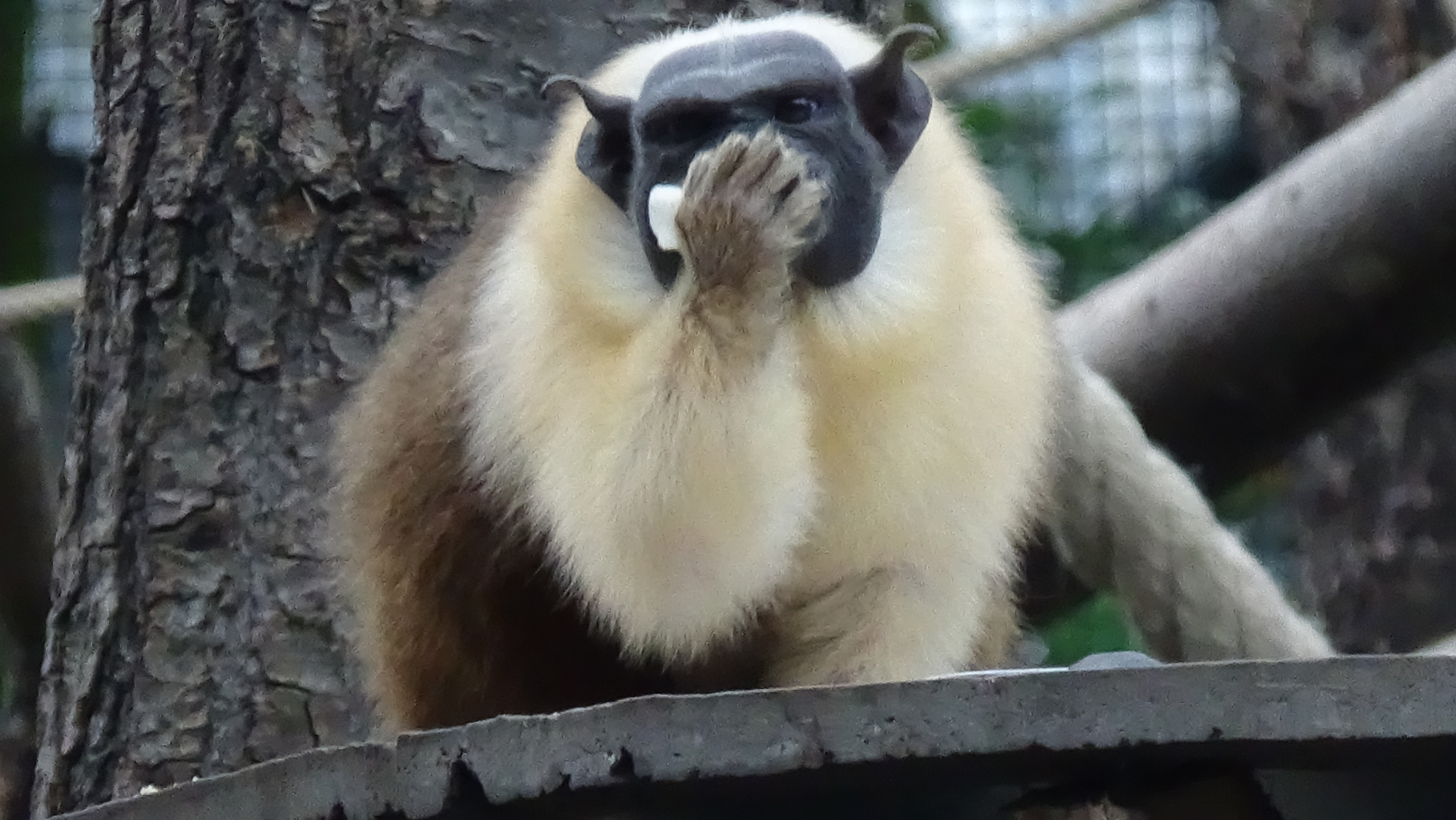
Repas au Parc Zoologique de Paris
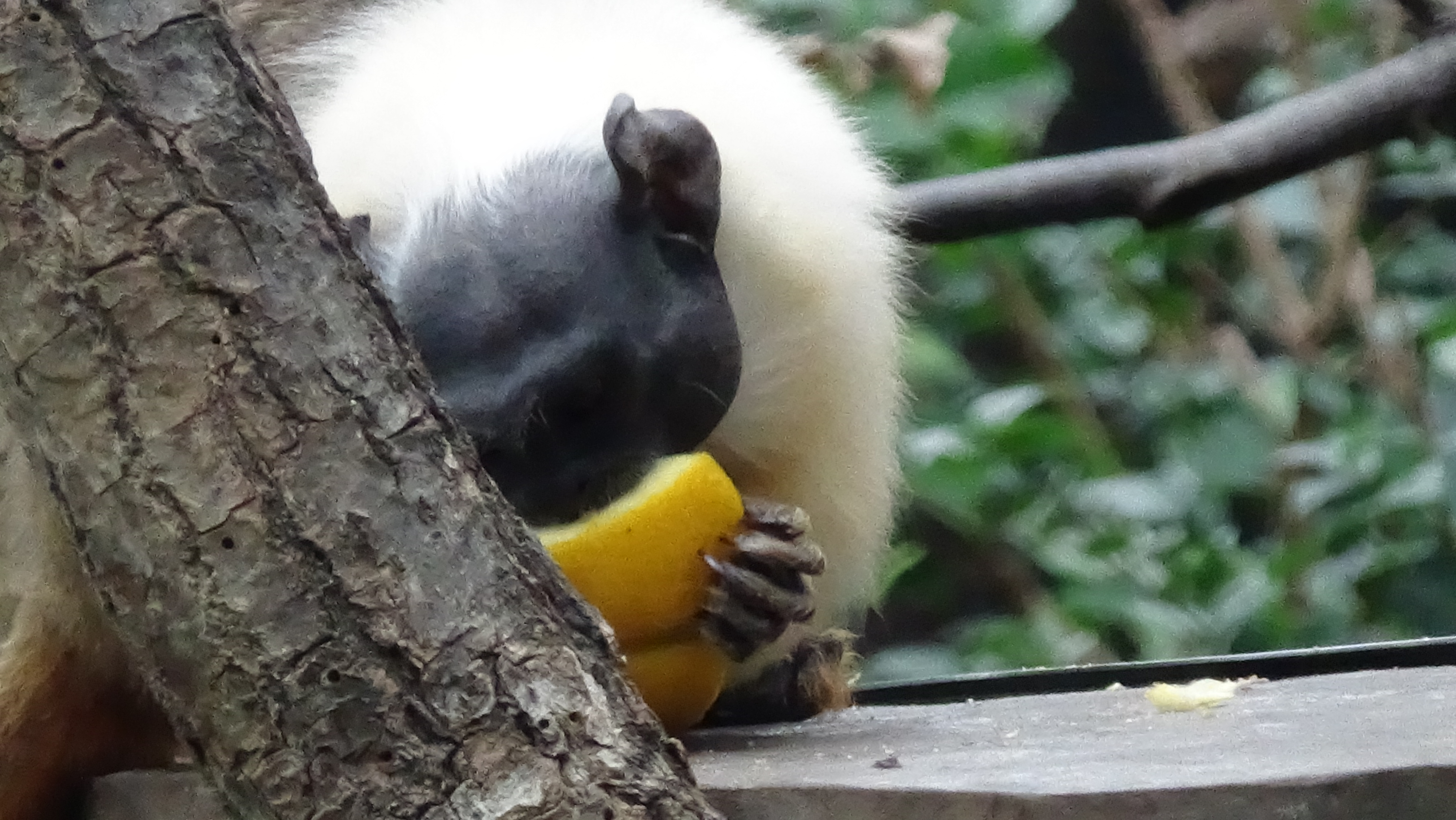
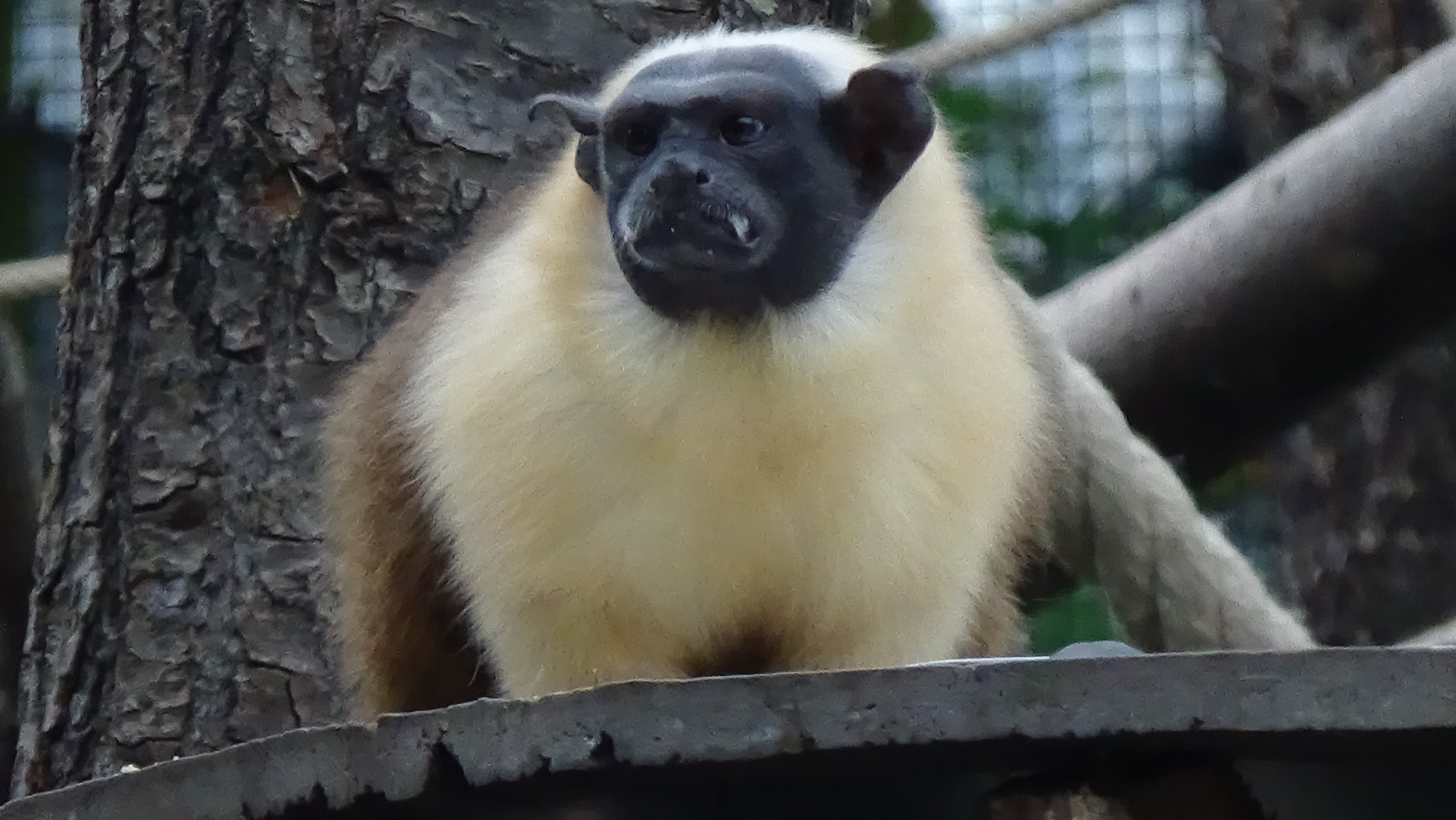
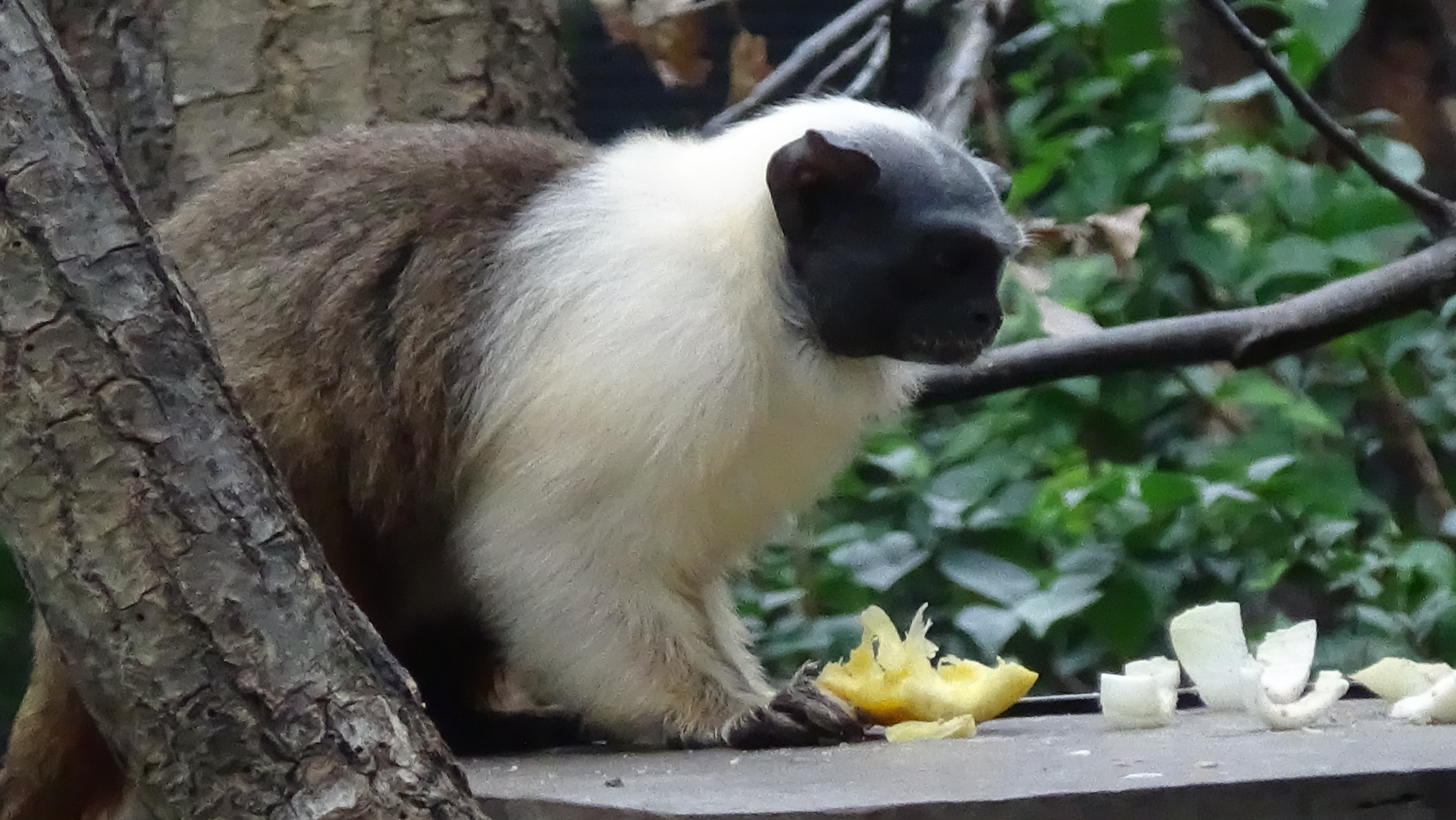
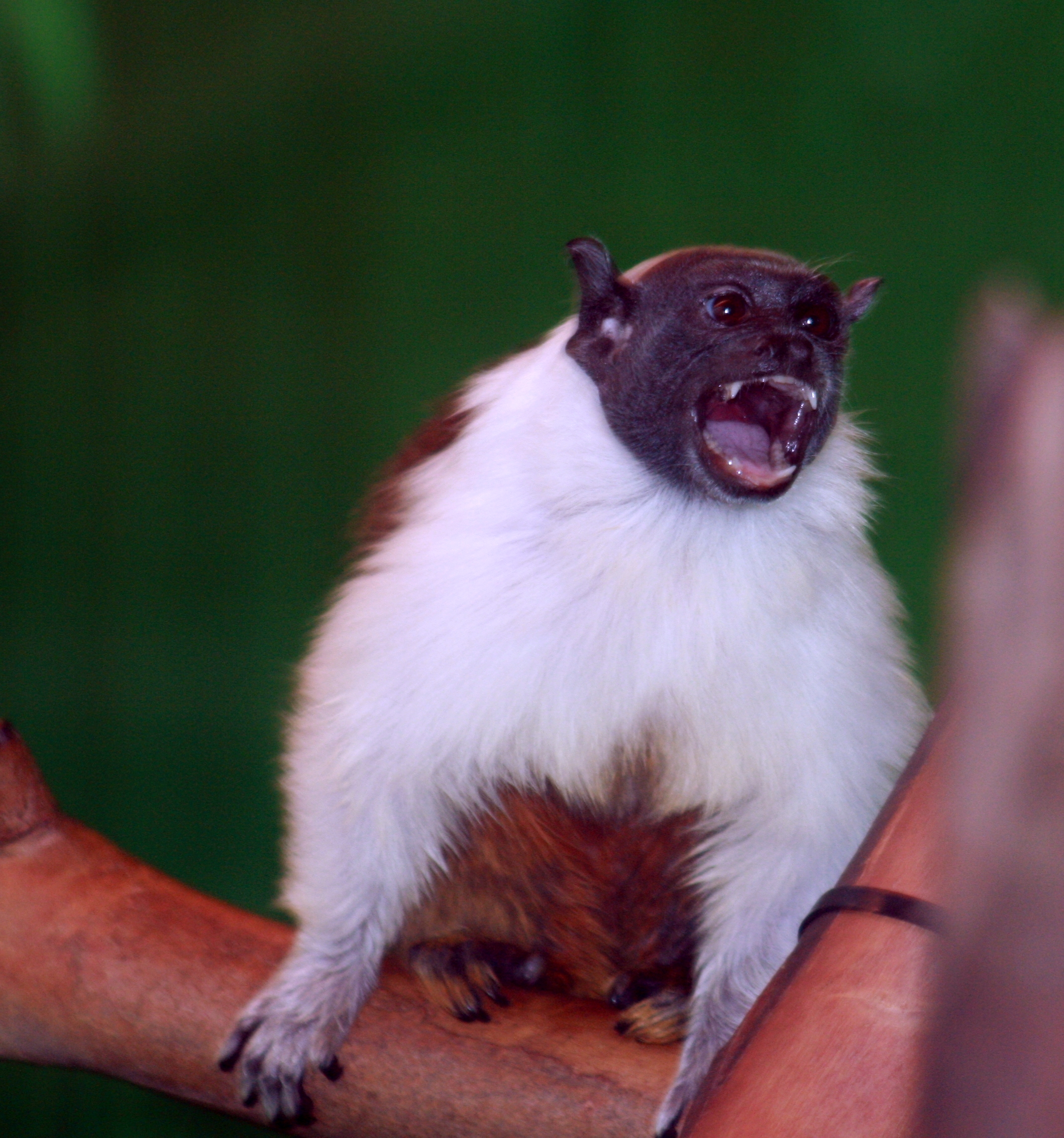
Map
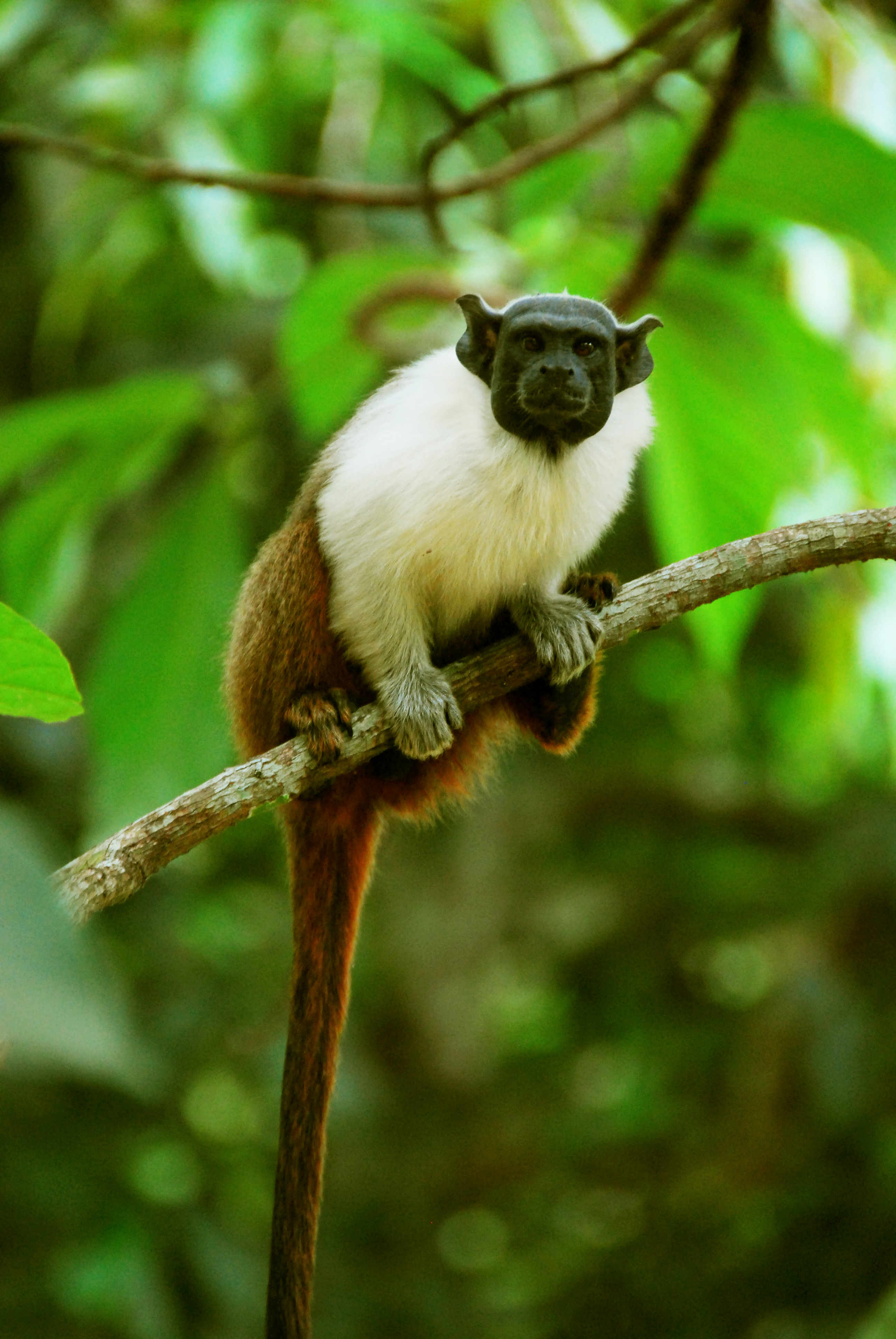